# 2000 QN251
2000 QN251, também escrito como 2000 QN251, é um objeto transnetuniano que está localizado no cinturão de Kuiper, uma região do Sistema Solar. Este corpo celeste está em uma ressonância orbital de 3:5 com o planeta Netuno. Ele possui uma magnitude absoluta (H) de 8,9 e, tem um diâmetro estimado com cerca de 160 km.

## Descoberta
2000 QN251 foi descoberto no dia 26 de agosto de 2000 pelo astrônomo Marc W. Buie.

## Órbita
A órbita de 2000 QN251 tem uma excentricidade de 0.124 e possui um semieixo maior de 42.233 UA. O seu periélio leva o mesmo a uma distância de 36.985 UA em relação ao Sol e seu afélio a 47.481.